# Tetragonodon rex
Tetragonodon rex is een mosselkreeftjessoort uit de familie van de Philomedidae. De wetenschappelijke naam van de soort is voor het eerst geldig gepubliceerd in 1999 door Kornicker & Harrison-Nelson.